# فرانك جاي ماريون
فرانك جاي ماريون (بالإنجليزية: Frank J. Marion)‏ هو منتج أفلام وكاتب سيناريو أمريكي، ولد في 25 يوليو 1869 في Tidioute, Pennsylvania ‏ في الولايات المتحدة، وتوفي في 28 مارس 1963 في ستامفورد في الولايات المتحدة.

## وصلات خارجية
- فرانك جاي ماريون على موقع IMDb (الإنجليزية)
- فرانك جاي ماريون على موقع قاعدة بيانات الفيلم (الإنجليزية)
- فرانك جاي ماريون على موقع كينوبويسك (الروسية)